# Lluís Sitjar Castellà
Lluís Sitjar Castellà (Palma, 16 d'agost de 1900 – Íd., 21 de desembre de 1956) fou un dirigent esportiu i polític mallorquí. És conegut per haver estat president del Reial Club Deportiu Mallorca i donar nom al seu estadi, així com per haver estat membre de la Falange Española i estar implicat en els assassinats de presoners polítics duts a terme durant la Guerra Civil.
Sitjar era fill d'un terratinent propietari de la possessió d'es Monjos a Porreres, i també de la possessió d'Alcoraia, en el municipi veí de Montuïri, la qual cosa li permeté gaudir d'una posició econòmica folgada durant tota la seva vida, a més de poder intervenir en diversos àmbits de la vida social i política mallorquina, especialment a Palma (on havia nascut i residia) i Porreres (d'on era originari).
D’inici la seva rellevància la va assolir en el pla esportiu, especialment com a directiu del Reial Club Esportiu Mallorca. Primerament fou vocal de la junta directiva, entre 1924 i 1926, quan el club era conegut com a Real Sociedad Alfonso XIII FC. El 24 de juny de 1926 fou escollit president per unanimitat en substitució d'Antoni Moner Giral; el seu mandat només va durar un any, atès que fou substituït el 19 de juny de 1927 i relegat novament a vocal. El 10 de novembre de 1930 Sitjar va tornar a ocupar la presidència del club i durant aquest mandat, coincidint amb la proclamació de la Segona República, el club vermellenc va canviar el seu nom per Club Deportivo Mallorca el 14 d'abril de 1931. Un mes després fou substituït a la presidència per Antoni Parietti Coll.
Amb l'adveniment de la Segona República es va incorporar al Partit Regionalista de Mallorca, intervenint en l'activitat política del moment. Així, entre 1933 i 1936 va ser regidor de l'Ajuntament de Palma i va mantenir una important presència a Porreres, atès el seu origen familiar. El 4 de juny de 1933 va patir un atemptat a Porreres quan sortia de la missa dominical en ser tirotejat per Andreu Obrador, Nas de Xot, un boter d'origen humil, a causa de diferències personals. A conseqüència d'això una bala li va quedar allotjada al paladar, però va poder sobreviure.
Quan va triomfar el Cop d'Estat del 18 de juliol de 1936, Sitjar es va integrar a la Falange Española. A partir de setembre i octubre de 1936, amb els nomenaments a Mallorca de Mateu Torres Bestard i Francisco Barrado Zorrilla com a governador civil i cap de Seguretat de Falange respectivament, es va intensificar la repressió contra sindicalistes i membres de partits d'esquerres, però d'una manera més ràpida i més d'amagat respecte a com s'havia dut a terme durant els primers mesos de la guerra. Així, de manera regular, s'alliberaven oficialment grups de presos de les presons de Palma; però en realitat els traslladaven esquadrons de falangistes per ser executats. Un dels principals llocs d'execució era Porreres, on els reus eren executats als murs de l'Oratori de la Santa Creu i després enterrats a fosses comunes del cementeri local. Atesa la influència de Sitjar en la població, tant pel seu ascendent polític i econòmic com per la seva pertinença a Falange, fou un personatge implicat en els fets de sang esdevinguts.

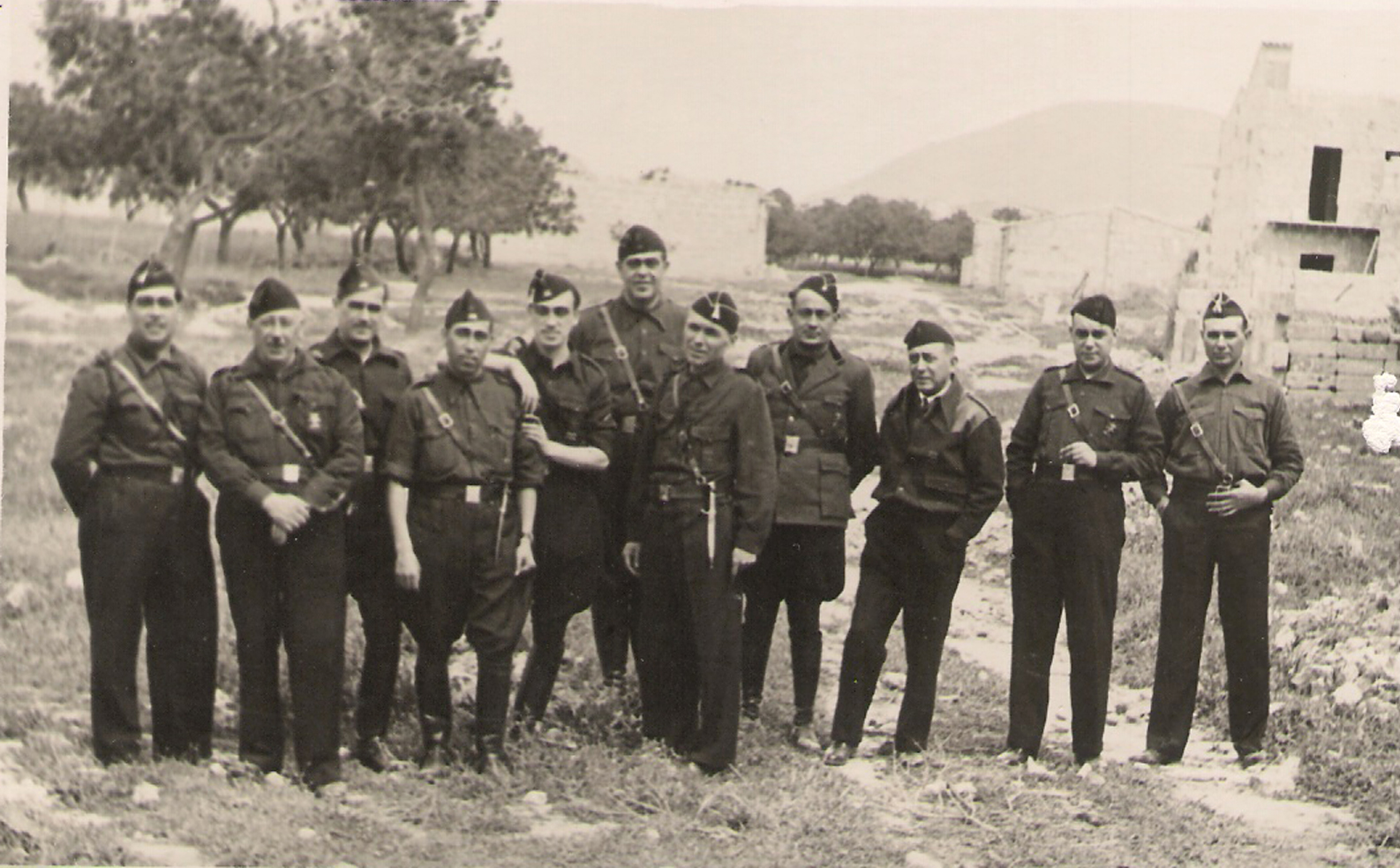
Lluís Sitjar (el més alt, sisè per l'esquerra) amb l'uniforme de Falange Española durant la Guerra Civil

Una vegada acabada la Guerra Civil, Sitjar fou novament regidor de Palma entre 1940 i 1943. El 3 de juliol de 1943 va tornar a ocupar la presidència del CD Mallorca en un moment de crisi institucional i esportiva del club vermellenc. Durant el seu mandat, que es va prolongar fins a 1946, l'equip va aconseguir l'ascens per primera vegada a segona divisió nacional el 1944 i va impulsar la construcció d'un nou terreny de joc: es Fortí, que va ser inaugurat el 22 de setembre de 1945. Aquesta va ser una de les seves darreres aparicions públiques, atès que patia una polineuropatia que afectava gradualment la seva salut. En cessar el 1946 no va tornar a ocupar la presidència però va continuar estant al corrent i participant activament en la vida social del club, sobretot en moments de crisi econòmica i institucional que varen poder suposar la desaparició de l'entitat.

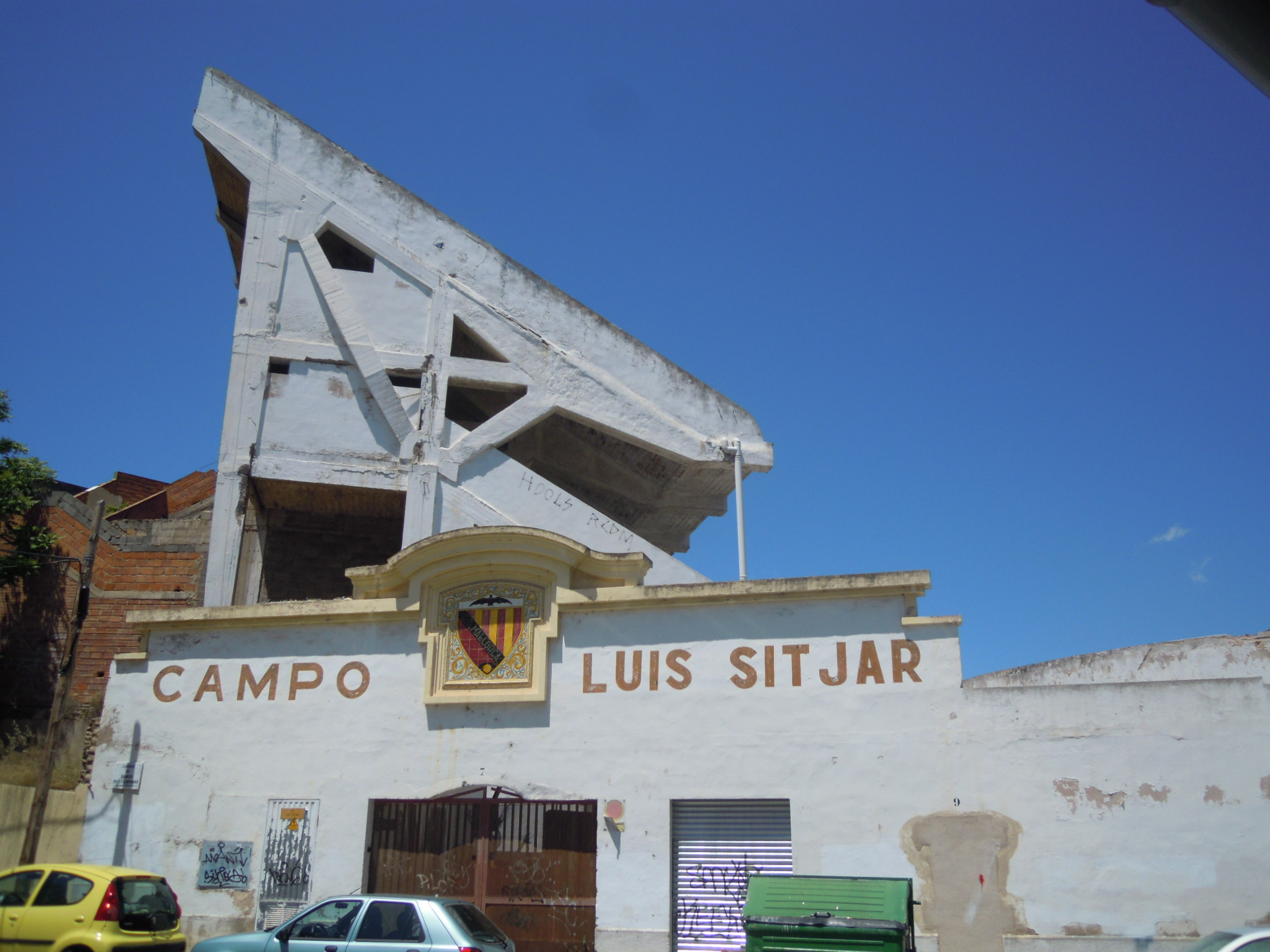
Entrada lateral del desaparegut Estadi Lluís Sitjar

L'11 de juny de 1955 el RCD Mallorca va rebatejar l'estadi del Fortí com a Estadi Lluís Sitjar en honor seu. Va morir poc després, el 21 de desembre de 1956, després d'haver passat els darrers tretze anys de vida en una cadira de rodes a causa de la polineuropatia que sofria.
Gairebé cinquanta anys després de la seva mort, el RCD Mallorca va decidir posar el seu nom a una grada d'animació en l'actual terreny de joc del club vermellenc, l'Estadi de Son Moix. La Grada Lluís Sitjar fou inaugurada el 6 de desembre de 2015, en un partit contra l'Albacete Balompié (2-0).